# Salvatore Isgro
Salvatore Isgro (ur. 21 października 1930 w Barcellona Pozzo di Gotto, zm. 2 maja 2004) – włoski duchowny katolicki.
Święcenia kapłańskie przyjął 29 czerwca 1953. W kwietniu 1975 otrzymał nominację na biskupa Altamura e Acquaviva delle Fonti; został konsekrowany 21 czerwca 1975.
18 marca 1982 został promowany na arcybiskupa Sassari i pozostawał na tym stanowisku do końca życia; w 2003 obchodził jubileusz 50-lecia kapłaństwa.